# Robert Hybbinette
Otto Robert Hybbinette, född 14 mars 1886 i Norrtälje, död 26 augusti 1969 i Stockholm, var en svensk läkare.
Robert Hybbinette var son till köpmannen Nils Henrik Hybbinette. Han avlade studentexamen i Stockholm 1904 och studerade därefter vid Karolinska Institutet där han blev medicine kandidat 1908 och medicine licentiat 1914. Efter amanuensförordnande i patologi 1911–1912 innehade han 1913–1917 förordnanden vid Stockholms stads allmänna försörjningsinrättnings sjukhus, Barnsjukhuset Samariten, vid Allmänna Barnhuset och Karolinska Institutets poliklinik för sjuka barn i Stockholm. Han blev bataljonsläkare 1914, tjänstgjorde 1916–1919 i Arméförvaltningens sjukvårdsstyrelse, 1919–1927 vid Livregementets dragoner och 1928–1934 vid Livregementet till häst, blev 1927 regementsläkare och 1932 fältläkare samt var från 1934 fältläkare vid 4:e militärbefälsstaben. Från 1915 innehade han läkarpraktik i Stockholm. 1920–1941 var Hybbinette redaktör för Tidskrift i militär hälsovård och blev 1939 ledamot av Krigsvetenskapsakademien. Han valdes 1942 till ordförande i Sveriges läkarförbund.